# Dexiosoma flavescens
Dexiosoma flavescens là một loài ruồi trong họ Tachinidae.